# Patrice Lumumba
Patrice Émery Lumumba, ursprungligen Élias Okit'Asombo, född 2 juli 1925 i Onalua i Katako-Kombe i Belgiska Kongo, död 17 januari 1961 i Élisabethville i Katanga, var en kongolesisk politiker och en av ledarna för frihetsrörelsen i Belgiska Kongo. Vid självständigheten år 1960 blev han landets förste premiärminister. Han blev föremål för flera mordkomplotter, huvudsakligen från amerikanska CIA, men möjligtvis även brittiska MI6, innan han arkebuserades i den separatistiska provinsen Katanga i närvaro av belgiska agenter.

## Uppväxt och tidig karriär
Patrice Lumumba var son till en bonde och föddes i byn Onalua i Katako-Kombeterritoriet (i nuvarande Sankuru) i Belgiska Kongo. Hans föräldrar tillhörde batetelafolket och Lumumbas födelsenamn var Élias Okit'Asombo. Han hade tre bröder och en halvbror. Familjen var katoliker men Lumumba utbildades både i en katolsk missionärsskola och en protestantisk grundskola för att slutligen gå på ett statligt utbildningsprogram för postkontorsarbete. År 1951 gifte han sig och 1955 gick han med i Liberala partiet. Efter ett ettårigt fängelsestraff för förskingring grundade han Kongolesiska nationella rörelsen (franska: Mouvement National Congolais) år 1958 och blev organisationens ordförande. Lumumba började som borgerlig nationalist men visade så småningom socialistiska sympatier. Han tog dock avstånd från renodlad kommunism som han såg som lika förkastlig som kolonialism och något han aldrig skulle följa.

## Upptakten till självständighet
I oktober 1959 fängslades Lumumba återigen; myndigheterna beskyllde honom för att ligga bakom ett antikolonialt upplopp i Stanleyville där 30 människor omkom. I december samma år vann Kongolesiska nationella rörelsen stort i lokalvalen i Belgiska Kongo vilket ökade pressen på kolonialmakten. I januari 1960 sammanföll den internationella konferens som hölls i Bryssel angående kolonins eventuella självständighet med Lumumbas rättegång. Han frigavs så att han kunde medverka på konferensen som resulterade i att Belgiska Kongos avkolonisering fastslogs. I de första allmänna valen i maj 1960 vann hans parti och bildade regering. På självständighetsdagen den 30 juni 1960 besvarade han kung Baudouins av Belgien tal, som glorifierade kolonialstyret, på ett sätt som på flera håll i västvärlden uppfattades vara mycket förolämpande. Lumumba påminde åhörarna om att Kongos oberoende inte hade givits av ren godhet av belgarna, något som förödmjukade de närvarande kungliga dignitärerna.

## Premiärminister
Nästan omedelbart efter självständigheten började den institutionellt svaga statsapparaten att krackelera. Lumumba beordrade att alla offentligt anställdas löner skulle höjas samtidigt som armén gjorde myteri i protest mot att den djupt rasistiska, belgiska officerskåren förblev intakt. För att lugna situationen skulle armén "afrikaniseras"; de vita officerarna kastades ut och arméchefen Émile Janssens avgick. Dock fanns det knappt några kongolesiska officerare vilket resulterade i att militären stod utan effektiv ledning. Även om oroligheterna i regel var högst lokala blev kedjeeffekten en allmän kollaps av statsinstitutionerna. För västerländsk media blev rykten om våldtagna vita kvinnor samt den plötsliga, panikartade utvandringen av européer från landet en sensationsnyhet. Amerikanerna misstänkliggjorde honom som kommunist. Den 10 juli påbörjades en belgisk intervention, officiellt för att skydda kvarvarande européers liv. Lumumba protesterade kraftigt och menade att belgarna utnyttjade situationen.
Den 11 juli 1960 utropade den mineralrika Katangaprovinsen under Moïse Tshombe sin självständighet från Kongo, uppbackade av de belgiska trupperna, europeiska legosoldater och det inflytelserika gruvföretaget Union Minière du Haut Katanga. Regionen Sydkasai upprättade också en egen regering. Lumumba bad nu USA om hjälp för att ta sig an separatisterna och tvinga ut belgarna, men Eisenhoweradministrationen vägrade. Den 14 juli antog FN:s säkerhetsråd dock resolution 143 som krävde att samtliga belgiska trupper skulle evakuera landet. Lumumba fick vända sig till det internationella samfundet vilket ledde till att FN-insatsen ONUC etablerades för att förhindra en eskalering av krisen, men man vägrade att slå ner det separatistiska upproret som sågs som en intern kongolesisk angelägenhet. För att förhindra Kongos sammanbrott sökte Lumumba slutligen sovjetiskt stöd vilket upprörde landets president Joseph Kasavubu som föredrog en mer moderat federalistisk politik. Fientligheten mot Lumumba ökade nu ännu fortare i USA, Belgien och Storbritannien, både i politiska kretsar och i media. Den 5 september 1960 avskedade presidenten Lumumbas regering. Som motdrag förklarade Lumumba istället att president Kasavubu var avsatt och vann stöd i Kongos senat samtidigt som Kasavubus nyutsedde premiärministerkandidat inte vann parlamentariskt förtroende. Den 14 september lamslogs båda sidor när överste Joseph-Desiré Mobutu med hjälp av CIA tog makten i en militärkupp. Lumumba sattes i husarrest under FN:s beskydd men smugglades ut och flydde mot Stanleyville där han ämnade bilda en provisorisk regering. Han tillfångatogs av Mobutus soldater, understödda av CIA, i Port-Francqui den 1 december 1960 och flögs till Leopoldville. Väl i huvudstaden förödmjukades den förre premiärministern inför den internationella pressen; han misshandlades av soldater och släpades efter en bil på gatorna. FN-soldater i närheten kunde bara titta på då de hade strikta order att inte ingripa. Förenta nationernas generalsekreterare Dag Hammarskjöld vädjade till president Kasavubu om att Lumumba skulle få en rättvis rättegång men det var överste Mobutu som nu hade den verkliga makten.

### Fångenskap och död
Sovjet krävde att FN omedelbart skulle begära att Patrice Lumumba skulle friges, hans regering återinsättas, Mobutus styrkor avväpnas och kvarvarande belgiska trupper i Kongo kastas ut. Nikita Chrusjtjovs kritik mot FN-insatsen och Hammarskjöld som generalsekreterare blev allt hätskare och resulterade i att flera sovjetvänliga stater drog tillbaka sina deltagande trupper från ONUC. Medan aktioner via FN omöjliggjordes av veton och nedröstade resolutionsförslag deporterades Lumumba och två regeringskollegor, Maurice Mpolo och Joseph Okito, den 17 januari 1961 till Katangas huvudstad Élisabethville. Belgisk underrättelsetjänst förvarnade Tshombe om att hans ärkefiende var på väg. Svenska FN-trupper i kontroll av Élisabethvilles flygplats observerade fångarna vid ankomsten men kunde inte ingripa. De kördes till en kolonialvilla i närheten där medlemmar av den katangesiska regeringen och deras belgiska rådgivare inspekterade fångarna. Lumumba torterades även av militärpolis under belgiskt befäl. Samma kväll kördes han ut i ödemarken och mördades via exekutionspatrull tillsammans med de två andra ministrarna från sin gamla regering. Därpå begravdes de tre avrättade. Morden utfördes av Katangas militär i närvaro av belgiska officerare och poliskommissarier. Officiellt förnekar Belgien att man beordrade morden. Liken grävdes upp dagen därpå av två belgare som hade i uppdrag att få alla kvarlevor att försvinna. De skar liken i bitar och löste upp dem med svavelsyra. De sista resterna brändes tills ingenting kvarstod förutom två av Lumumbas framtänder som togs som troféer. Först tre veckor senare meddelades i katangesisk radio att Lumumba var död; man påstod att ilskna bybor hade dödat honom efter ett flyktförsök. Den officiella versionen genomskådades snabbt av omvärlden och mordet ledde till massprotester runtom i Europa och Sovjet höll Dag Hammarskjöld direkt ansvarig för dådet.

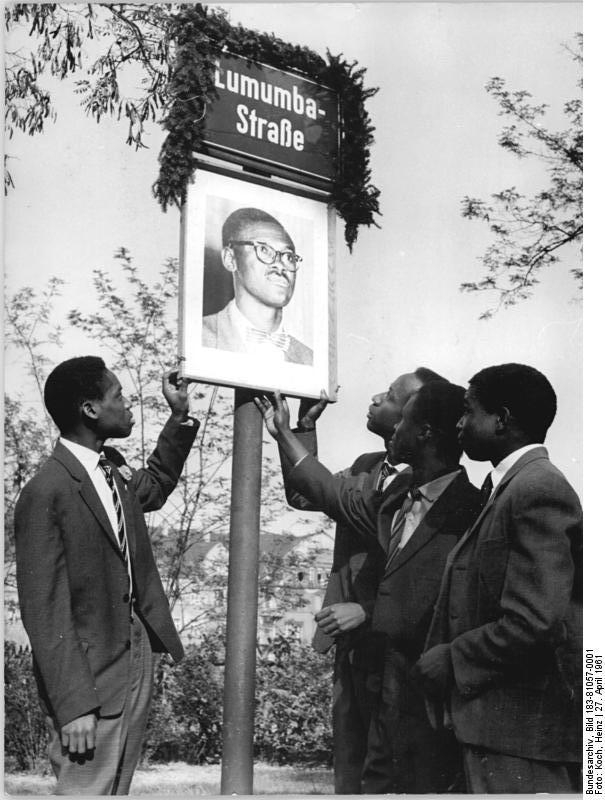
Gata i Leipzig i Östtyskland döps om efter Patrice Lumumba 1961.

## Efter Lumumbas död
Flera utredningar har gjorts i både Belgien och USA kring Kongokrisen och Lumumbas död, men mycket är fortfarande hemligstämplat. År 2006 offentliggjordes dokument som bevisade att CIA planerade att lönnmörda Lumumba, bland annat genom att förgifta hans tandborste. Dokumenten visar också att den amerikanska regeringen trodde att han var kommunist vilket kan förklara deras mordplaner. Utredningskommissionen i Belgien bekräftade att belgiska tjänstemän och officerare visste om hotet mot Lumumbas liv, men de varken brydde sig eller hade för avsikt att förhindra att han skadades, men kommissionen förnekade att den belgiska regeringen direkt krävt hans död. CIA ska även ha haft direkt kontakt med ansvariga för mordet på Lumumba kvällen då det ägde rum. Våren 2013 skrev den brittiske överhusledamoten David Lea att den före detta MI6-agenten Daphne Park sagt att de organiserade Lumumbas död innan hon dog 2010; något som inte har kunnat bekräftas då arkiven är hemligstämplade.
I Moskva uppkallades ett universitet för utländska studenter efter Patrice Lumumba, sedan 1992 omdöpt till Ryska universitetet för folkens vänskap.